# Secretaria de Promoção da Igualdade Racial do Estado da Bahia
| Secretaria de Promoção da Igualdade Racial do Estado da Bahia                                 |                                  |
| Av. Manoel Dias da Silva, nº 2.177 Sussuarana – Salvador, Bahia http://www.sepromi.ba.gov.br/ |                                  |
| Criação                                                                                       | 28 de dezembro de 2006 (18 anos) |
| Atual secretário                                                                              | Ângela Guimarães                 |
| Orçamento                                                                                     | R$ 12,754,000 (2023)             |

A Secretaria da Promoção da Igualdade Racial e dos Povos e Comunidades Tradicionais (SEPROMI) é uma das secretarias que compõem a administração pública direta do Governo do Estado da Bahia que é responsável pela formulação, planejamento e execução de políticas públicas de promoção da igualdade racial e de proteção dos direitos de indivíduos, e grupos étnicos atingidos pela discriminação e demais formas de intolerância no estado da Bahia.
Desde janeiro de 2023, a atual secretária é Ângela Guimarães, nomeada pelo governador Jerônimo Rodrigues que foi eleito em outubro de 2022. Neste mesmo período, a SEPROMI se notabilizou por ser a primeira secretaria da administração pública baiana a ter uma indígena nomeada para ocupar o segundo escalão do governo estadual: a advogada Patrícia Pataxó, bacharel em direito pela UFBA e pertencente à etnia pataxó hã-hã-hãe, que foi nomeada para ser titular da Superintendência de Políticas para Povos Indígenas.

## Colegiados vinculados
Os órgãos colegiados e entidades que estão vinculados à SEPROMI:
- Conselho Estadual para a Sustentabilidade dos Povos e Comunidades Tradicionais (CESPCT)
- Conselho de Desenvolvimento da Comunidade Negra (CDCN).[1]